# Водораздел (платформа)
Водораздел — платформа Красноярской железной дороги в Красноярском крае. Расположена в Емельяновском районе на Транссибирской магистрали, на перегоне Зеледеево—Кача, рядом с одноимённым посёлком.
Имеет две боковые платформы: одна боковая платформа расположена с северной стороны путей, а вторая расположена с южной стороны. Расположена между станциями Зеледеево и Крючково. Платформа оснащена навесами, табличкой, фонарями и скамейками.
Располагается в месте, где Транссибирская магистраль пересекает природную границу Западной и Восточной Сибири. Все реки, текущие западнее, относятся к бассейну Оби, восточнее — к бассейну Енисея.